# Витебская ратуша
Ратуша в Витебске — одна из нескольких сохранившихся в Беларуси городских ратуш. Здание занимает областной краеведческий музей.
Расположена в историческом центре Витебска, близ впадения в Западную Двину речки Витьбы, рядом с Воскресенской церковью и Свято-Духовым монастырём и другими сохранившимися или восстановленными в 2000-е годы памятниками архитектуры старого Витебска.
Первое здание ратуши возведено в 1597 году, когда городу было даровано Магдебургское право. Существующее барочное здание ратуши относится к 1775 году: тогда ратуша представляла собой двухэтажный корпус с башней над средней частью. В начале 1911 года был построен третий этаж здания.